# Куницева акула каліфорнійська
Куницева акула каліфорнійська (Mustelus californicus) — акула з роду Гладенька акула родини Куницеві акули. Інша назва «сіра гладенька акула».

## Опис
Загальна довжина досягає 1,24 м. Очі великі, овальні, горизонтальної форми, з мигальною перетинкою. За ними розташовані невеличкі бризкальця. Носові клапани відносно короткі. Рот помірно великий, дугоподібний. Зуби дрібні. з притупленими верхівками. Розташовані у декілька рядків. У неї 5 пар зябрових щілин. Тулуб стрункий. Має 2 спинних плавцях, з яких передній трохи більше за задній. Передній спинний плавець розташовано позаду грудних плавців. Задній спинний плавець навпроти анального. Анальний плавець значно менше за задній спинний плавець. Хвостовий плавець гетероцеркальний.
Забарвлення спини сіре або сіро-коричневе. Черево білуватого кольору.

## Спосіб життя
Тримається на середній глибині від 2 до 200 м, зазвичай до 50 м, континентальному шельфі. Воліє до м'яких ґрунтів з водоростями, скель, заток, лиманів, бухт. Акули з північного ареалу здійснюють сезонні міграції — у холодну пору на глибину або в теплі води. Може утворювати групи. Живиться переважно ракоподібними (креветками, крабами, молюсками), а також дрібною костистою рибою (оселедцями, бичками, рибами-мічманами), морськими черв'яками, личинками морських тварин. Ворогами є чорноплавцева рифова акула, велетенська акула-молот, паразити-копеподи.
Це живородна акула. Вагітність триває 10-11 місяців. Самиця народжує 5 акуленят завдовжки 20-30 см.
М'ясо їстівне, проте не відрізняється високими смаковими якостями. Добре переносить неволю, часто утримується в акваріумах.
Не становить загрози для людини.

## Розповсюдження
Мешкає біля узбережжя Каліфорнійського півострова (США й Мексика).